# باشگاه فوتبال الجزیره (امان)
باشگاه فوتبال الجزیره (عربی: نادي الجزيرة) یک باشگاه فوتبال در شهر امان، اردن است.
این باشگاه که در سال ۱۹۴۷ تاسیس شده سابقه ۳ قهرمانی در لیگ برتر فوتبال اردن را در کارنامه دارد.